# 短序香蒲
短序香蒲（学名：Typha gracilis）是香蒲科香蒲属的植物。分布在亚洲北部及欧洲以及中国大陆的新疆、内蒙古、山东、河北等地，见于沟边、低洼湿地及沼泽地，目前尚未由人工引种栽培。
其种加词来源于拉丁文“gracilis”，意为“纤细的”。